# 橙斑擬喉盤魚
橙斑擬喉盤魚（學名：Acyrtus lanthanum）為輻鰭魚綱喉盤魚目喉盤魚科的其中一種，分布於西大西洋貝里斯、巴哈馬、波多黎各、特克斯和凱科斯群島海域，深度0至9公尺，本魚頭部為體長40-43%，上唇寬闊，前部比側面寬得多，鼻孔明顯呈管狀，前鼻孔有鼻翼，通常有2個尖端，上顎前部有一排4-7顆鈍至弱3尖的門齒，側面有一排6-8顆大小均勻的小圓錐形牙齒；下顎前部有一排8-9顆鈍至弱3尖的門齒，側面有一排5-6顆大小均勻的小圓錐形齒，鰓蓋下角有一小的、無凹槽的棘，吸盤較大，前部具大型C形乳突帶，背鰭軟條8-9枚、臀鰭軟條7-8枚、胸鰭軟條24-25枚，無鱗片，頭部、體前部至胸鰭水平處灰色至褐色，虹膜深藍至黑色，內圈為金色或深紅色，頭部兩側有深色斑塊，頂部和兩側有藍色小點，後體白色，有散佈的褐色小斑點和條紋，體背至體下有3條褐色橫帶，背鰭、尾鰭和臀鰭的鰭條上均有由成排的紅褐色斑點組成的橫帶，體長可達2.4公分，棲息在沿海珊瑚礫石底值得潟湖，生活習性不明。